# Туксинское сельское поселение
Ту́ксинское сельское поселение — муниципальное образование в составе Олонецкого национального района Республики Карелия Российской Федерации.
Административный центр и единственный населённый пункт — деревня Тукса.

## Население
| 2009  | 2010  | 2012  | 2013  | 2014  | 2015  | 2016  |
| ----- | ----- | ----- | ----- | ----- | ----- | ----- |
| 1211  | ↘1175 | ↘1168 | ↘1156 | ↘1108 | ↘1097 | ↘1055 |
| 2017  | 2018  | 2019  | 2020  | 2021  | 2023  |       |
| ↘1047 | ↘1026 | ↗1028 | ↘997  | ↘996  | ↘962  |       |

## Географическое положение
- Местонахождение: западная часть Олонецкого района
- По территории поселения протекает река Тукса
- Южная граница поселения омывается рекой Олонка
- По территории поселения проходит железная дорога